# Antoine Alphonse Chassepot

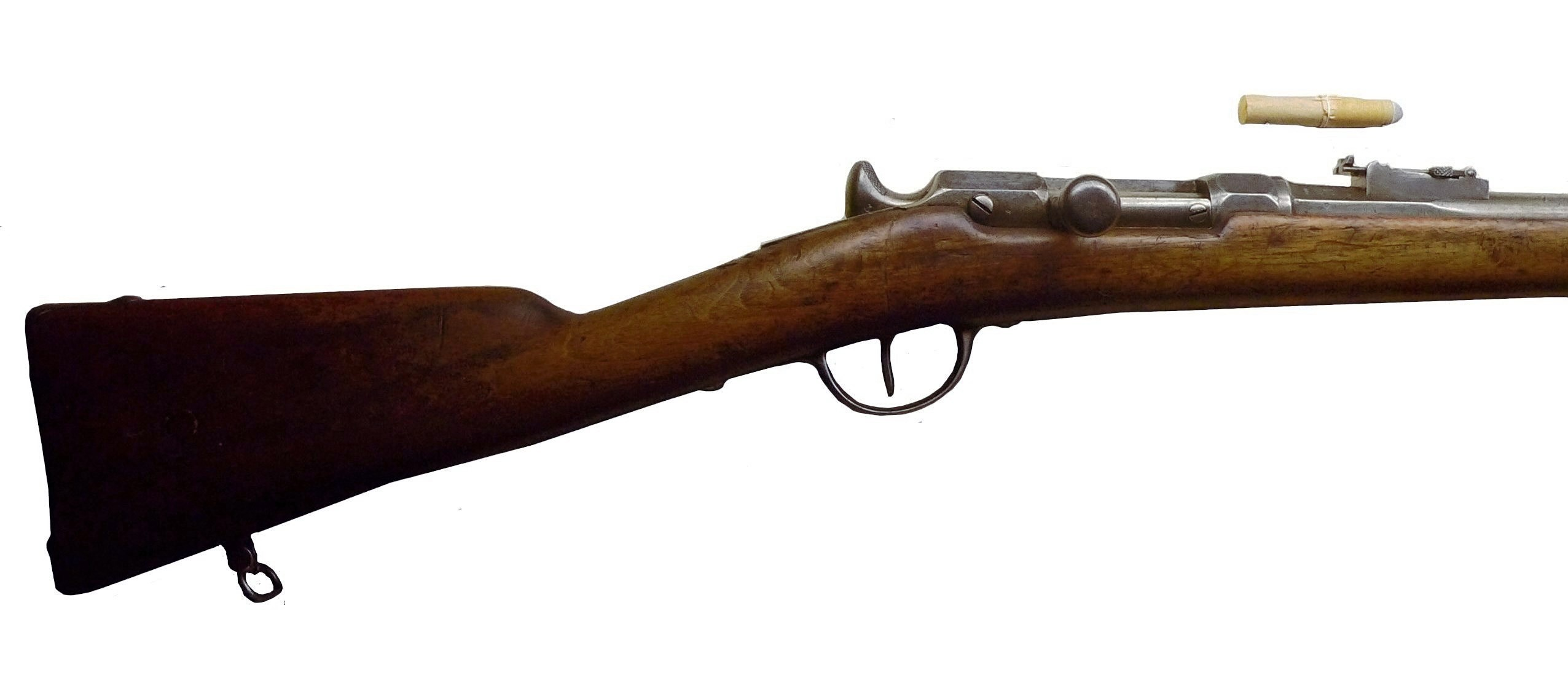
Karabin Chassepot wz. 1866

Antoine Alphonse Chassepot (ur. 4 marca 1833 w Mutzig, zm. 5 lutego 1905 w Gagny koło Paryża) – francuski wynalazca i konstruktor broni strzeleckiej.

## Życiorys
Jego rodzicami byli J.B. Chassepot, inspektor uzbrojenia w centralnym arsenale artylerii, kawaler Legii Honorowej i Hélène Bruder. Otrzymał wykształcenie klasyczne, ale był zainteresowany techniką i 4 marca 1851 podjął pracę w państwowej fabryce broni Manufacture d’armes de Châtellerault jako robotnik fizyczny, specjalista od zamków; pobierał także praktyczną naukę w nowoczesnych centrach produkcji broni, jakimi były Mutzig i Klingenthal. 17 listopada 1853 został przeniesiony do centralnego arsenału paryskiego do pracy nad nowymi modelami broni. 26 maja 1854 przyjęty do wojska, do 3. kompanii artylerii, został decyzją z 31 maja oddelegowany z jednostki do prac nad nowymi modelami broni.
W 1857 opracował swój pierwszy karabin odtylcowy, z zamkiem z gumową uszczelką. Przesunięty do Manufacture d’armes de Saint-Étienne (gdzie 2 marca 1858 został inspektorem drugiej rangi, a 5 grudnia 1861 – pierwszej), dostał zlecenie wyprodukowania 150 karabinków dla kawalerii. Próby nowej broni wypadły pomyślnie, ale władze wojskowe zwlekały z wprowadzeniem karabinka na szerszą skalę, rozważając jaki przyjąć nowy nabój.
Jego kolejny karabin (z 1859) wykorzystywał nabój centralnego zapłonu z łuską metalową i zapłonem systemu Lefaucheux, ale nie rozwijał tego projektu, bo łuski te były zbyt słabe strukturalnie, a ówczesny przemysł francuski nie był gotowy do produkcji właściwej liczby odpowiednio wytrzymałych naboi. W tym samym roku, 10 maja, Chassepot poślubił w Châtellerault Pauline-Augustine Chassepot, córkę swego krewnego, byłego głównego inspektora uzbrojenia, Pierre-Auguste’a Chassepot. 
Kolejnym (z 1862) był karabin iglicowy, który marszałek Mac-Mahon zaprezentował cesarzowi Napoleonowi III; próby strzeleckie przeprowadzono w szkole strzeleckiej w Vincennes (l’Ecole normale de tir de Vincennes), dokąd Chassepot został oddelegowany 19 marca 1862. Wykorzystując wyniki tych testów Chassepot w 1863 opracował czwarty wariant, który został zaakceptowany i na polecenie cesarza miano wyprodukować 1500 sztuk (następnie kontrakt zredukowano do 400). Przeciw przyjęciu nowej broni protestował marszałek Jacques Louis Randon, argumentując, że była niewypróbowana, a jej szybkostrzelność sprzyjałaby nadmiernemu zużyciu amunicji. 27 listopada Chassepot 1864 został mianowany naczelnym inspektorem produkcji uzbrojenia przy departamencie artylerii Sztabu Generalnego.
W kwietniu 1866 Manufacture d’armes de Châtellerault wyprodukowała karabiny Chassepot i 100 karabinów kpt. Plumerela. Po testach, w których obok tych dwóch wziął udział także karabin gen. Favé, komisja zarekomendowała przyjęcie karabinu Chassepot Mle 1866, a cesarz Napoleon 30 kwietnia nakazał wdrożenie karabinu do produkcji. Broń została opatentowana 27 sierpnia, trzy dni później oficjalnie przyjęta do uzbrojenia; tego samego dnia jego twórca został mianowany kawalerem Legii Honorowej (30 sierpnia 1866).
Manufacture d’Armes de Mutzig rozpoczęła produkcję karabinów w 1866 i ciągu trzech lat wypuściła ich 180 tysięcy. Pierwsze 10 tysięcy było gotowe w kwietniu 1867, a w listopadzie zostały one po raz pierwszy użyte przez oddziały francuskie przeciw garibaldczykom pod Mentaną, gdzie wysoko oceniono ich skuteczność. By zabezpieczyć się przed kopiowaniem przez konkurencję, państwo francuskie zaoferowało (oprócz orderu Legii) także odszkodowanie w wysokości 100 tys. franków za przejęcie patentu, ale ostatecznie się z tej oferty wycofało, nie chcąc także uznać praw patentowych Chassepota, w wyniku czego ten ostatni złożył rezygnację 6 stycznia 1867. W lutym otrzymał obietnicę odszkodowania w wysokości 30 tys., przy czym źródła są rozbieżne czy pieniądze otrzymał czy nie i dlatego podtrzymał swoją rezygnację. 25 lutego 1867 został bezpłatnie urlopowany. Według Echarda, Chassepot, będąc wciąż inspektorem uzbrojenia odsprzedał swoje patenty przedsiębiorstwu Cahen & Lyon, którego został udziałowcem; wywołany tym konflikt z władzami wojskowymi poskutkował jego odejściem 1 marca 1867. Zasadniczą umowę z przedstawicielami Cahen, Lyon & Ce na 15 lat,  dotycząca produkcji i sprzedaży we Francji i za granicą karabinów iglicowych i starszych wersji swoich konstrukcji, Chassepot podpisał we wrześniu 1867. 
19 stycznia 1870 Chassepot otrzymał propozycję powrotu do armii, ale ponieważ nie zaoferowano mu ochrony jego praw do wynalazku, odmówił. Gen Lebœuf uznając że wynalazcy należy się nagroda, przedłożył wniosek o nadanie mu tytuł Oficera Legii Honorowej, który został mu przyznany 12 marca 1870. Tego samego dnia Chassepot ostatecznie wystąpił z armii.
Na emeryturze Chassepot mieszkał wpierw w Nicei, a następnie w Gagny, gdzie zmarł. Karabiny jego systemu wykazały swoją skuteczność podczas wojny francusko pruskiej przewyższając niemieckie iglicowe karabiny Dreysego dzięki większej wytrzymałości luf i uszczelnieniem zamka, co dawało zasięg 1600 m, o kilometr większy niż pruskiego odpowiednika.